# Kops Plateau

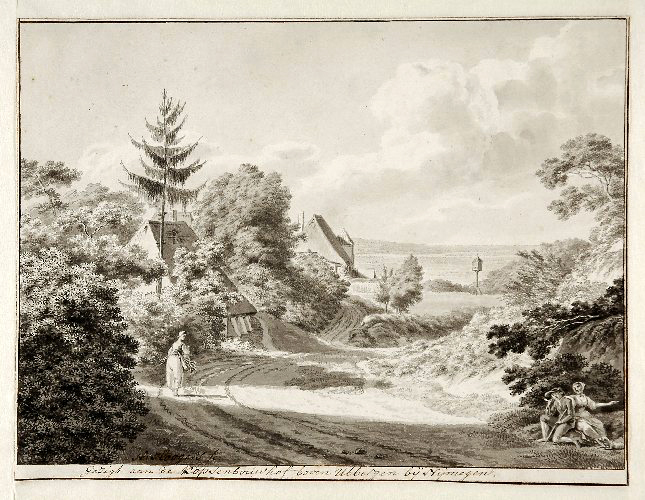
Kopse Hof tussen 1769 en 1779, inktschilderij van Hendrik Hoogers (1747-1814)

Het Kops Plateau, ook bekend als Kopse Hof, is een hoge vlakte ten oosten van Nijmegen. Aan de zuidoever van de Waal ligt het op de stuwwal die vanuit de rivierbedding vrij steil omhoog loopt. De Romeinen wisten deze stuwwal op waarde te schatten, omdat men de Waal, de Rijn  en het hele gebied tot Arnhem goed kon overzien.
Ze bouwden een versterking op de Kopse Hof, een andere versterking iets westelijk van het Valkhof en nog een versterking op de Hunnerberg die tussen het Valkhof en de Kopse Hof gelegen is. Deze versterkingen maakten deel uit van de noordgrens van het Romeinse Rijk, de Neder-Germaanse limes.
Op de Kopse Hof zijn veel archeologische vondsten uit de Romeinse tijd gedaan, hiervan is een groot aantal tentoongesteld in het museum Het Valkhof in Nijmegen. Op de Kopse Hof wordt ook elke twee jaar het Nijmeegse "Romeinenfestival" gehouden.

## Overig
Lange tijd heeft men gedacht dat de Kopse Hof ook de plek was waar de door Tacitus beschreven nederzetting Oppidum Batavorum (Stad der Bataven) lag. Volgens nieuwere inzichten lag deze nederzetting echter ongeveer tussen het Valkhof en wat nu het Keizer Traianusplein is.